# Coppa Europa di sci alpino 1979
La Coppa Europa di sci alpino 1979 fu l'8ª edizione della manifestazione organizzata dalla Federazione Internazionale Sci.
In campo maschile il norvegese Jarle Halsnes si aggiudicò la classifica generale; lo svizzero Urs Räber vinse quella di discesa libera, lo spagnolo Juan Manuel Fernández Ochoa quella di slalom gigante e il sovietico Aleksandr Žirov quella di slalom speciale. L'italiano Leonardo David era il detentore uscente della Coppa generale.
In campo femminile la norvegese Bente Dahlum si aggiudicò la classifica generale; l'austriaca Heidi Riedler vinse quella di discesa libera, la norvegese Torill Fjeldstad quella di slalom gigante e l'italiana Cinzia Valt quella di slalom speciale. L'austriaca Christine Loike era la detentrice uscente della Coppa generale.

## Uomini

### Classifiche

#### Generale
| Pos. | Nome            | Nazione          | Punti |
| ---- | --------------- | ---------------- | ----- |
| 1    | Jarle Halsnes   | Norvegia         | 137   |
| 2    | Aleksandr Žirov | Unione Sovietica | 112   |
| 3    | Manfred Brunner | Austria          | 106   |

#### Discesa libera
| Pos. | Nome             | Nazione  | Punti |
| ---- | ---------------- | -------- | ----- |
| 1    | Urs Räber        | Svizzera | 78    |
| 2    | Dave Irwin       | Canada   | 50    |
| 3    | Hans Kirchgasser | Austria  | 49    |

#### Slalom gigante
| Pos. | Nome                        | Nazione  | Punti |
| ---- | --------------------------- | -------- | ----- |
| 1    | Juan Manuel Fernández Ochoa | Spagna   | 100   |
| 2    | Jarle Halsnes               | Norvegia | 93    |
| 3    | Joël Gaspoz                 | Svizzera | 74    |

#### Slalom speciale
| Pos. | Nome             | Nazione          | Punti |
| ---- | ---------------- | ---------------- | ----- |
| 1    | Aleksandr Žirov  | Unione Sovietica | 96    |
| 2    | Vladimir Andreev | Unione Sovietica | 62    |
| 3    | Karl Trojer      | Italia           | 59    |

## Donne

### Classifiche

#### Generale
| Pos. | Nome             | Nazione  | Punti |
| ---- | ---------------- | -------- | ----- |
| 1    | Bente Dahlum     | Norvegia | 209   |
| 2    | Torill Fjeldstad | Norvegia | 172   |
| 3    | Heidi Riedler    | Austria  | 123   |

#### Discesa libera
| Pos. | Nome             | Nazione  | Punti |
| ---- | ---------------- | -------- | ----- |
| 1    | Heidi Riedler    | Austria  | 54    |
| 2    | Torill Fjeldstad | Norvegia | 51    |
| 3    | Bente Dahlum     | Norvegia | 36    |

#### Slalom gigante
| Pos. | Nome             | Nazione  | Punti |
| ---- | ---------------- | -------- | ----- |
| 1    | Torill Fjeldstad | Norvegia | 105   |
| 2    | Bente Dahlum     | Norvegia | 86    |
| 3    | Heidi Riedler    | Austria  | 69    |

#### Slalom speciale
| Pos. | Nome         | Nazione  | Punti |
| ---- | ------------ | -------- | ----- |
| 1    | Cinzia Valt  | Italia   | 89    |
| 2    | Bente Dahlum | Norvegia | 87    |
| 3    | Piera Macchi | Italia   | 58    |